# Didymoglossum rotundifolium
Didymoglossum rotundifolium är en hinnbräkenväxtart som först beskrevs av Roland Napoléon Bonaparte och som fick sitt nu gällande namn av Jacobus Petrus Roux.
Didymoglossum rotundifolium ingår i släktet Didymoglossum och familjen Hymenophyllaceae. Inga underarter finns listade i Catalogue of Life.